# Altbestand
Der Altbestand bezeichnet im Bibliothekswesen die wertvollen historischen Bestände einer Bibliothek. Er bedarf in der Regel eines besonderen Schutzes zur Bestandserhaltung und ist deshalb oft nur eingeschränkt zugänglich und wird dauerhaft aufbewahrt. Altbestände zählen damit zum Kulturgut (französisch: patrimoine), das als unveräußerlich gedacht wird.
Eine einheitliche Zeitgrenze als Definition der Zugehörigkeit zum Altbestand in Bibliotheken existiert nicht. Im Handbuch der historischen Buchbestände werden Bücher vor dem Jahr 1900 berücksichtigt. Oft denkt man einschränkend an Bestände vor dem Säkularisationsumbruch um 1800. Für Paul Raabe reichte die Epoche des so genannten älteren Buchs bis 1830 (siehe Brinkhus).
Für Gerd Brinkhus (Universitätsbibliothek Tübingen) ist der historische Altbestand „das Kapital der Bibliothek […], mit der sie eine sehr heterogene Klientel von historisch philologisch arbeitenden Wissenschaftlern an sich bindet“.
Mitunter wird der Begriff auch als Bezeichnung für alle Bücher verwendet, die vor einem bestimmten Datum in den Besitz einer Bibliothek gekommen sind, unabhängig von ihrem Alter. Bei dieser Auslegung würde, wenn man „erworben vor 1945“ als Kriterium für die Definition als Altbestand heranzieht, etwa ein 1930 erschienenes und erworbenes Buch zum Altbestand gehören, ein 1600 erschienenes, das aber erst 1970 erworben wurde, dagegen nicht. Diese Definition nach Erwerbungsdatum kann sinnvoll sein, wenn der Altbestand nur in einem älteren Katalog erfasst ist (oder sogar gar nicht) und daher gesondert recherchiert werden muss.
Neben den wissenschaftlichen Bibliotheken können auch die Bibliotheken aller anderen Bibliothekstypen Altbestände verwahren, beispielsweise alte Stadtbibliotheken (vgl. auch Liste der deutschen Bibliotheken mit Drucken des 16. Jahrhunderts).
Kritiker bemängeln, dass in modernen Bibliotheken der Altbestand zu kurz komme. Werden Altbestände in den Handel gegeben, wie dies 2002 bei den Altbestandsverkäufen der Nordelbischen Kirchenbibliothek in Hamburg der Fall war, wird scharfe öffentliche Kritik laut, die auf die Vernichtung der historischen Zusammenhänge durch den Einzelverkauf hinweist. In die gleiche Richtung gehen auch die Vorwürfe an Eigentümer von Privatbibliotheken, die gewachsene historische Bestände auflösen. Ein prominentes Beispiel aus den letzten Jahren ist die seit 1999 auf Auktionen zerstreute Hofbibliothek Donaueschingen, eine historische Adelsbibliothek.
Nur vereinzelt wurden historische Altbestände als geschlossene Sammlungen mit dem Charakter eines Kulturdenkmals mit den Mitteln des Denkmalschutzes gesichert.
Der Begriff „Altbestand“ wird von einer Reihe von Bibliothekaren in Frage gestellt, weil er bei Laien das Missverständnis hervorrufen könnte, Altbestand sei etwas, das reif zur Entsorgung sei. Sie sehen „Altbestand“ und „Altpapier“ zu nahe beieinander und plädieren dafür, eher von „historischen Beständen“ zu sprechen.

## Altbestände in Archiven
Die Altbestände in Archiven umfassen in der Regel die Aktenbestände und das historische Archivgut, welches vor 1945 entstanden ist. Weitere zeitliche Zäsuren können abhängig vom Archiv vorgenommen werden.
Größere Archive halten meist Präsenzbibliotheken vor, die auch alte Literaturbestände zur Ergänzung des Archivgutes vorhalten.